# Naturalisme métaphysique
 (octobre 2023).
La mise en forme du texte ne suit pas les recommandations de Wikipédia : il faut le « wikifier ».
Les points d'amélioration suivants sont les cas les plus fréquents. Le détail des points à revoir est peut-être précisé sur la page de discussion.
- Les titres sont pré-formatés par le logiciel. Ils ne sont ni en capitales, ni en gras.
- Le texte ne doit pas être écrit en capitales (les noms de famille non plus), ni en gras, ni en italique, ni en « petit »…
- Le gras n'est utilisé que pour surligner le titre de l'article dans l'introduction, une seule fois.
- L'italique est rarement utilisé : mots en langue étrangère, titres d'œuvres, noms de bateaux, etc.
- Les citations ne sont pas en italique mais en corps de texte normal. Elles sont entourées par des guillemets français : « et ».
- Les listes à puces sont à éviter, des paragraphes rédigés étant largement préférés. Les tableaux sont à réserver à la présentation de données structurées (résultats, etc.).
- Les appels de note de bas de page (petits chiffres en exposant, introduits par l'outil «  Source ») sont à placer entre la fin de phrase et le point final[comme ça].
- Les liens internes (vers d'autres articles de Wikipédia) sont à choisir avec parcimonie. Créez des liens vers des articles approfondissant le sujet. Les termes génériques sans rapport avec le sujet sont à éviter, ainsi que les répétitions de liens vers un même terme.
- Les liens externes sont à placer uniquement dans une section « Liens externes », à la fin de l'article. Ces liens sont à choisir avec parcimonie suivant les règles définies. Si un lien sert de source à l'article, son insertion dans le texte est à faire par les notes de bas de page.
- La présentation des références doit suivre les conventions bibliographiques. Il est recommandé d'utiliser les modèles {{Ouvrage}}, {{Chapitre}}, {{Article}}, {{Lien web}} et/ou {{Bibliographie}}. Le mode d'édition visuel peut mettre en forme automatiquement les références.
- Insérer une infobox (cadre d'informations à droite) n'est pas obligatoire pour parachever la mise en page.

Pour une aide détaillée, merci de consulter Aide:Wikification.
Si vous pensez que ces points ont été résolus, vous pouvez retirer ce bandeau et améliorer la mise en forme d'un autre article.
Le naturalisme métaphysique (également appelé naturalisme ontologique, naturalisme philosophique et antisurnaturalisme) est une vision philosophique du monde qui soutient qu'il n'y a rien d'autre que des éléments naturels, des principes et des relations du type étudié par les sciences naturelles. Le naturalisme méthodologique est une base philosophique pour la science, pour laquelle le naturalisme métaphysique ne fournit qu'un fondement ontologique possible. D'une manière générale, la perspective théologique correspondante est le naturalisme religieux ou le naturalisme spirituel . Plus précisément, le naturalisme métaphysique rejette les concepts et explications surnaturels qui font partie de nombreuses religions.

## Définition
Selon Steven Schafersman, géologue et président de Texas Citizens for Science (en), un groupe de défense s'opposant au créationnisme dans les écoles publiques, le naturalisme métaphysique est une philosophie qui propose que : 
1. La nature englobe tout ce qui existe à travers l'espace et le temps ; 2. La nature (l'univers ou cosmos) est constituée uniquement d'éléments naturels, c'est-à-dire de substance physique spatio-temporelle – masse – énergie. Les substances non physiques ou quasi-physiques, telles que les informations, les idées, les valeurs, la logique, les mathématiques, l'intellect et d'autres phénomènes émergents, surviennent soit sur le plan physique, soit peuvent être réduites à un récit physique ; 
3. La nature fonctionne selon les lois de la physique et, en principe, peut être expliquée et comprise par la science et la philosophie ; 
et 4. le surnaturel n'existe pas, c'est-à-dire que seule la nature est réelle. Le naturalisme est donc une philosophie métaphysique à laquelle s’oppose principalement le créationnisme biblique.
Selon les mots de Carl Sagan : « Le Cosmos est tout ce qui est, ce qui a jamais été ou ce qui sera jamais ».
Selon Arthur Danto, le naturalisme, dans un usage récent, est une espèce de monisme philosophique selon lequel tout ce qui existe ou se produit est naturel dans le sens d'être susceptible d'être expliqué par des méthodes qui, bien qu'exemplifiées de manière paradigmatique dans les sciences naturelles, sont continues. de domaine en domaine d'objets et d'événements. Par conséquent, le naturalisme est défini polémiquement comme le rejet de l’idée selon laquelle il existe ou pourrait exister des entités qui se situent, en principe, au-delà de la portée de l’explication scientifique.
Concernant le caractère vague du terme général « naturalisme », David Papineau fait remonter l'usage courant à des philosophes américains du début du XXe siècle tels que John Dewey, Ernest Nagel, Sidney Hook et Roy Wood Sellars : « Ainsi compris, le « naturalisme » n'est pas un terme particulièrement instructif appliqué aux philosophes contemporains. La grande majorité des philosophes contemporains accepteraient volontiers le naturalisme comme simplement caractérisé, c'est-à-dire qu'ils rejetteraient à la fois les entités « surnaturelles » et admettraient que la science est une voie possible (sinon nécessairement la seule) à des vérités importantes sur « l’esprit humain ». Papineau remarque que les philosophes considèrent largement le naturalisme comme un terme « positif », et que « peu de philosophes actifs aujourd'hui sont heureux de se déclarer « non naturalistes » », tout en notant que « les philosophes concernés par la religion ont tendance à être moins enthousiastes à l'égard de la religion ». « naturalisme » » et que malgré une divergence « inévitable » due à sa popularité, si elle est interprétée de manière plus étroite (au grand dam de John McDowell, David Chalmers et Jennifer Hornsby (en), par exemple), ceux qui ne sont pas si disqualifiés restent néanmoins satisfaits « de définir la barre du « naturalisme » est plus haute ».
Le philosophe et théologien Alvin Plantinga, critique bien connu du naturalisme en général, commente : « Le naturalisme n'est probablement pas une religion. Cependant, sur un point très important, il ressemble à la religion : on peut dire qu'il remplit la fonction cognitive d'une religion. ... Il existe une série de questions humaines profondes auxquelles une religion apporte généralement une réponse... Comme une religion typique, le naturalisme donne un ensemble de réponses à ces questions et à d'autres similaires ».

## Science et naturalisme
Le naturalisme métaphysique constitue la base philosophique de la science telle que décrite par Kate et Vitaly (2000). « Certaines hypothèses philosophiques sont à la base de la méthode scientifique – à savoir 1) que la réalité est objective et cohérente, 2) que les humains ont la capacité de percevoir la réalité avec précision et que 3) des explications rationnelles existent pour des éléments du réel. monde. Ces hypothèses sont la base du naturalisme, la philosophie sur laquelle la science est fondée. La philosophie est au moins implicitement au cœur de chaque décision que nous prenons ou de chaque position que nous prenons, il est évident qu'une philosophie correcte est une nécessité pour que la recherche scientifique puisse prendre lieu ». Steven Schafersman convient que le naturalisme méthodologique est « l'adoption ou l'hypothèse du naturalisme philosophique au sein de la méthode scientifique avec ou sans l'accepter ou y croire pleinement… la science n'est pas métaphysique et ne dépend pas de la vérité ultime d'une quelconque métaphysique pour son succès, mais le naturalisme méthodologique doit être adopté comme stratégie ou hypothèse de travail pour que la science réussisse. Nous pouvons donc être agnostiques quant à la vérité ultime du naturalisme, mais devons néanmoins l'adopter et enquêter sur la nature comme si la nature était tout ce qui existait ».
Contrairement à d'autres opposants notables à l'enseignement du créationnisme ou du dessein intelligent dans les écoles publiques américaines, comme Eugenie Scott, Schafersman affirme que « si la science en tant que processus ne requiert que le naturalisme méthodologique, je pense que l'hypothèse du naturalisme méthodologique par les scientifiques et d'autres personnes implique logiquement et moralement le naturalisme ontologique » ainsi que l'affirmation tout aussi controversée : « Je maintiens que la pratique ou l'adoption du naturalisme méthodologique implique une croyance logique et morale dans le naturalisme ontologique, de sorte qu'ils ne sont pas logiquement découplés » . D'autre part, Scott fait valoir ce qui suit : « qu'il convient d'établir une distinction claire entre la science en tant que moyen de connaissance du monde naturel et la science en tant que fondement d'opinions philosophiques. L'une doit être enseignée à nos enfants à l'école, et l'autre peut éventuellement être enseignée à nos enfants à la maison. Une fois ce point de vue expliqué, j'ai trouvé beaucoup plus de soutien que de désaccord parmi mes collègues universitaires. Même ceux qui ne sont pas d'accord avec ma logique ou ma compréhension de la philosophie des sciences comprennent souvent les raisons stratégiques de séparer le matérialisme méthodologique du matérialisme philosophique - si nous voulons qu'un plus grand nombre d'Américains comprennent l'évolution. »,. Cependant, il existe d'autres controverses, Arthur Newell Strahler intègre des distinctions particulières anthropique au nom du naturalisme : « Le point de vue naturaliste est que l'univers particulier que nous observons est venu à l'existence et a fonctionné à travers tous les temps et dans toutes ses parties sans l'impulsion ou l'orientation d'une agence surnaturelle. Le point de vue naturaliste est adopté par la science en tant qu'hypothèse fondamentale ». Diversement connu sous le nom d'indépendance de l'arrière-plan, de principe cosmologique, de principe d'universalité, de principe d'uniformité ou d'uniformitarisme, il existe des hypothèses philosophiques importantes qui ne peuvent être dérivées de la nature.
Selon Stephen Jay Gould, « on ne peut pas aller sur un affleurement rocheux et observer soit la constance des lois de la nature, soit le fonctionnement de processus inconnus. C'est l'inverse qui se produit. Il faut d'abord supposer ces propositions et ensuite aller à l'affleurement rocheux »,. « L'hypothèse de l'invariance spatiale et temporelle des lois naturelles n'est en aucun cas propre à la géologie puisqu'elle revient à justifier l'inférence inductive qui, comme Bacon l'a montré il y a près de quatre cents ans, est le mode de raisonnement de base de la science empirique. Sans l'hypothèse de cette invariance spatiale et temporelle, nous n'avons aucune base pour extrapoler du connu à l'inconnu et, par conséquent, aucun moyen de parvenir à des conclusions générales à partir d'un nombre fini d'observations. (Étant donné que l'hypothèse est elle-même justifiée par l'induction, elle ne peut en aucun cas « prouver » la validité de l'induction - une entreprise pratiquement abandonnée après que Hume en a démontré la futilité il y a deux siècles) ». Gould note également que les processus naturels tels que « l'uniformité du processus » de Lyell sont une hypothèse : en tant que telle, il s'agit d'une autre hypothèse a priori partagée par tous les scientifiques et non d'une déclaration sur le monde empirique. De telles hypothèses à travers le temps et l'espace sont nécessaires pour que les scientifiques puissent extrapoler dans le passé inobservable, selon G.G. Simpson : « L'uniformité est un postulat indémontrable justifié, ou en fait requis, pour deux raisons. Premièrement, rien dans notre connaissance incomplète mais étendue de l'histoire ne s'oppose à ce postulat. Deuxièmement, ce n'est qu'avec ce postulat qu'une interprétation rationnelle de l'histoire est possible, et nous sommes fondés à rechercher - en tant que scientifiques - une telle interprétation rationnelle » et selon Reijer Hooykaas (en) : « Le principe d'uniformité n'est pas une loi, ni une règle établie après comparaison des faits, mais un principe qui précède l'observation des faits [...]. C'est le principe logique de parcimonie des causes et d'économie des notions scientifiques. En expliquant les changements passés par analogie avec les phénomènes présents, on fixe une limite à la conjecture, car il n'y a qu'une manière dont deux choses sont égales, mais il y a une infinité de manières dont elles pourraient être supposées différentes ».

## Diverses croyances associées
Les naturalistes contemporains possèdent une grande diversité de croyances au sein du naturalisme métaphysique. La plupart des naturalistes métaphysiques ont adopté une certaine forme de matérialisme ou de physicalisme.

### Sciences naturelles
Selon le naturalisme métaphysique, si la nature est tout ce qui existe, tout comme les processus cosmologiques naturels, par exemple les fluctuations quantiques d'un multivers, ont conduit au Big Bang, et que la nucléosynthèse stellaire a donné naissance aux premiers éléments chimiques tout au long de l'évolution stellaire, la formation du système solaire et les processus impliqués dans l'abiogenèse sont nés de causes naturelles,. Les naturalistes s'interrogent sur la manière dont l'évolution s'est produite, et non sur le fait qu'elle se soit produite. Ils soutiennent que l'existence de l'humanité n'est pas le fruit d'un dessein intelligent, mais plutôt d'un processus naturel d'émergence. Le disque protoplanétaire ayant créé des corps planétaires, dont le Soleil et la Lune, les conditions nécessaires à l'apparition de la vie il y a des milliards d'années, ainsi que la formation naturelle de la tectonique des plaques, de l'atmosphère, des masses terrestres et l'origine des océans contribueraient également au démarrage de l'évolution biologique après l'arrivée des premiers organismes, comme en témoignent les archives fossiles et l'échelle des temps géologiques.

### L'esprit est un phénomène naturel
Les naturalistes métaphysiques ne croient ni à l'âme ni à l'esprit, ni aux fantômes, et lorsqu'ils expliquent ce qui constitue l'esprit, ils font rarement appel au dualisme des substances. Si l'esprit d'une personne, ou plutôt son identité et son existence en tant que personne, est entièrement le produit de processus naturels, trois conclusions s'ensuivent selon W.T. Stace. Les sciences cognitives sont capables de rendre compte de la façon dont les phénomènes culturels et psychologiques, tels que la religion, la moralité, le langage, etc., ont évolué à travers des processus naturels. La conscience elle-même serait également sensible aux mêmes principes évolutifs qui sélectionnent d’autres traits.

### Utilité de l'intelligence et de la raison
Les naturalistes métaphysiques soutiennent que l'intelligence est le raffinement et l'amélioration des facultés naturellement évoluées. La certitude de la logique déductive reste inexpliquée par cette vision essentiellement probabiliste. Néanmoins, les naturalistes croient que quiconque souhaite avoir plus de croyances vraies que de fausses devrait chercher à perfectionner et à utiliser systématiquement sa raison pour tester et former ses croyances. Les méthodes empiriques (en particulier celles dont l'utilité est prouvée dans les sciences) sont inégalées pour découvrir les faits de la réalité, tandis que les méthodes de la raison pure peuvent seules découvrir en toute sécurité les erreurs logiques.

### Vue sur l'âme
Selon le naturalisme métaphysique, l'immatérialité étant non procédurale et inincarnable, n'est pas différenciable du néant. Le néant immatériel de l'âme, étant un état non ontique, n'est pas compartimentable ni attribuable à différentes personnes et différentes mémoires, il n'est pas opérationnel et il (le néant) ne peut pas se manifester dans différents états afin de représenter des informations.

## Histoire

### Philosophie antique et médiévale
Le naturalisme était à la base de deux (Vaisheshika, Nyâya) des six écoles orthodoxes et d'une (Chârvâka) école hétérodoxe de l'hindouisme,. Les écoles Chârvâka, Nyâya et Vaisheshika sont nées respectivement aux 7e, 6e et 2e siècles avant notre ère.
Aristote a étudié la pensée de ses prédécesseurs et a conçu la nature d'une manière qui trace une voie médiane entre leurs excès.

« Le monde éternel et immuable des Formes de Platon, imparfaitement représenté dans la matière par un artisan divin, contraste fortement avec les diverses Weltanschauungen mécanistes, dont l'atomisme était, au moins au quatrième siècle, le plus important... Ce débat devait persister tout au long de l'Antiquité. Le mécanisme atomiste a reçu un coup de pouce d'Épicure... tandis que les Stoïciens ont adopté une téléologie divine... Le choix semble simple : soit montrer comment un monde structuré et régulier peut naître de processus non dirigés, soit injecter de l'intelligence dans le système. C'est ainsi qu'Aristote... encore jeune acolyte de Platon, voyait les choses. [Cicéron... conserve l'allégorie de la caverne d'Aristote : si les Troglodytes étaient amenés soudainement dans le monde supérieur, ils supposeraient immédiatement qu'il a été intelligemment arrangé. Mais Aristote a fini par abandonner ce point de vue ; bien qu'il croie en un être divin, le Premier moteur n'est pas la cause efficiente de l'action dans l'Univers, et ne joue aucun rôle dans la construction ou l'arrangement de celui-ci... Mais, bien qu'il rejette le divin artificier, Aristote ne recourt pas à un pur mécanisme de forces aléatoires. Il cherche plutôt à trouver une voie médiane entre les deux positions, une voie qui s'appuie fortement sur la notion de Nature, ou phusis. »

Avec la montée et la domination du christianisme en Occident et la propagation ultérieure de l'islam, le naturalisme métaphysique a été généralement abandonné par les intellectuels. Ainsi, il y a peu de preuves de cela dans la philosophie médiévale. La réintroduction de l'épistémologie empirique d'Aristote ainsi que des traités précédemment perdus des philosophes naturels gréco-romains, qui a été commencée par les scolastiques médiévaux sans entraîner une augmentation notable de l'engagement en faveur du naturalisme.

### Philosophie moderne
Il a fallu attendre le début de l'ère moderne de la philosophie et le siècle des Lumières pour que des naturalistes comme Baruch Spinoza (qui a avancé une théorie du parallélisme psychophysique), David Hume et les partisans du matérialisme français (en) (notamment Denis Diderot, Julien Offray de La Mettrie et le baron d'Holbach) recommencent à émerger aux XVIIe et XVIIIe siècles. À cette époque, certains naturalistes métaphysiques adhèrent à une doctrine distincte, le matérialisme, qui devient la catégorie dominante du naturalisme métaphysique largement défendue jusqu'à la fin du XIXe siècle.
Emmanuel Kant rejetait les positions matérialistes (réductionnistes) en métaphysique, mais il n'était pas hostile au naturalisme. Sa philosophie transcendantale est considérée comme une forme de naturalisme libéral.
Dans la philosophie moderne tardive, la Naturphilosophie, une forme de philosophie naturelle, a été développée par Friedrich Wilhelm Joseph von Schelling et Georg Wilhelm Friedrich Hegel comme une tentative de comprendre la nature dans sa totalité et de décrire sa structure théorique générale.
Une version du naturalisme apparue après Hegel est le matérialisme anthropologique de Ludwig Feuerbach, qui a influencé le matérialisme historique de Karl Marx et Friedrich Engels, la philosophie de la nature « dialectique matérialiste » d'Engels (Dialectique de la nature) et leur disciple Gueorgui Plekhanov, le matérialisme dialectique.
Une autre école notable de la philosophie moderne tardive prônant le naturalisme est le matérialisme allemand : parmi ses membres figurent Ludwig Büchner, Jacob Moleschott et Carl Vogt,.

### Philosophie contemporaine
Au début du XXe siècle, la matière s’est avérée être une forme d’énergie et n’était donc pas fondamentale comme le pensaient les matérialistes. Dans la philosophie analytique contemporaine, attention renouvelée au problème des universaux, à la philosophie des mathématiques, au développement de la logique mathématique et à la renaissance post-positiviste de la métaphysique et de la philosophie de la religion, initialement par le biais de la philosophie linguistique wittgensteinienne, a en outre remis en question le paradigme naturaliste. De tels développements, ainsi que ceux de la science et de la philosophie des sciences, ont apporté de nouveaux progrès et révisions des doctrines naturalistes par les philosophes naturalistes dans la métaphysique, l'éthique, la philosophie du langage, la philosophie de l'esprit, l'épistémologie, etc., dont les produits inclure le physicalisme et le matérialisme éliminatif, la survenance, les théories causales de la référence (en), le monisme anomal, l'épistémologie naturalisée (en), l'intériorisme et l'externalisme, le naturalisme éthique et le dualisme de propriété (en), par exemple.
Une version politisée du naturalisme apparue dans la philosophie contemporaine est l'objectivisme d'Ayn Rand. L'objectivisme est une expression de l'idéalisme éthique (en) capitaliste dans un cadre naturaliste. En matière d’éthique, les humanistes laïcs soutiennent également largement la position du naturalisme métaphysique.
L'usage actuel du terme naturalisme « dérive des débats qui ont eu lieu en Amérique dans la première moitié du siècle dernier. Les « naturalistes » autoproclamés de cette période comprenaient John Dewey, Ernest Nagel, Sidney Hook et Roy Wood Sellars.
Actuellement, le naturalisme métaphysique est plus largement adopté qu’au cours des siècles précédents, en particulier mais pas exclusivement dans les sciences naturelles et les communautés philosophiques analytiques anglo-américaines. Alors que la grande majorité de la population mondiale reste fermement attachée à des visions du monde non naturalistes, d'éminents défenseurs contemporains du naturalisme et/ou des thèses et doctrines naturalistes incluent aujourd'hui John J. C. Smart, David M. Armstrong, David Papineau, Paul Kurtz, Brian Leiter (en), Daniel Dennett, Michael Devitt (en), Fred Dretske, Paul et Patricia Churchland, Mario Bunge, Jonathan Schaffer, Hilary Kornblith (en), Quentin Smith (en), Paul Draper (en) et Michael Martin, parmi de nombreux autres philosophes universitaires.
Selon David Papineau, le naturalisme contemporain est une conséquence de l'accumulation de preuves scientifiques au cours du XXe siècle en faveur de la « fermeture causale (en) du physique », la doctrine selon laquelle tous les effets physiques peuvent être expliqués par des causes physiques.

« Au milieu du XXe siècle, l'acceptation de la fermeture causale du domaine physique a conduit à des opinions naturalistes encore plus fortes. La thèse de la fermeture causale implique que toutes les causes mentales et biologiques doivent elles-mêmes être physiquement constituées, si elles doivent produire des effets physiques. Elle donne ainsi naissance à une forme particulièrement forte de naturalisme ontologique, à savoir la doctrine physicaliste selon laquelle tout état ayant des effets physiques doit lui-même être physique. À partir des années 1950, les philosophes ont commencé à formuler des arguments en faveur du physicalisme ontologique. Certains de ces arguments faisaient explicitement appel à la fermeture causale du domaine physique (Feigl 1958, Oppenheim et Putnam 1958). Dans d'autres cas, la dépendance à l'égard de la fermeture causale n'est pas apparente. Cependant, il n'est pas difficile de voir que même dans ces derniers cas, la thèse de la fermeture causale a joué un rôle crucial.  »

Selon Steven Schafersman, l'adoption progressive du naturalisme méthodologique – et plus tard du naturalisme métaphysique – a suivi les progrès de la science et l'augmentation de son pouvoir explicatif. Ces avancées ont également provoqué la diffusion de positions associées au naturalisme métaphysique, comme l'existentialisme.
Dans la philosophie continentale contemporaine, Quentin Meillassoux a proposé un matérialisme spéculatif, un retour post-kantien à David Hume qui peut renforcer les idées matérialistes classiques.

## Arguments en faveur du naturalisme métaphysique

### Argument des esprits physiques
Dans le contexte des débats sur la création et l'évolution, Jeffery Jay Lowder, cofondateur d'Internet Infidels, s'oppose à ce qu'il appelle « l'argument du parti pris », selon lequel a priori, le surnaturel est simplement exclu en raison d'une stipulation non examinée. Lowder estime « qu'il existe de bonnes raisons empiriques de croire que le naturalisme métaphysique est vrai, et donc un déni du surnaturel n'a pas besoin d'être basé sur une hypothèse a priori ».
Plusieurs naturalistes métaphysiques ont utilisé les tendances des découvertes scientifiques sur les esprits pour affirmer qu’il n’existe aucun esprit surnaturel. Jeffery Jay Lowder dit : « Puisque toute activité mentale connue a une base physique, il n'y a probablement pas d'esprit désincarné. Mais Dieu est conçu comme un esprit désincarné. Par conséquent, Dieu n'existe probablement pas ». Lowder soutient que la corrélation entre l'esprit et le cerveau implique que les âmes surnaturelles n'existent pas parce que la position théiste, selon Lowder, est que l'esprit dépend de cette âme plutôt que du cerveau.

### Argument des biais cognitifs
Contrairement à l'argument de la raison (en) ou à l'argument évolutionniste contre le naturalisme (en), on peut affirmer que les biais cognitifs s'expliquent mieux par des causes naturelles que par l'œuvre de Dieu.

## Arguments contre
Les arguments contre le naturalisme métaphysique incluent les exemples suivants.

### Argument de la raison
Des philosophes et des théologiens tels que Victor Reppert (en), William Hasker (en) et Alvin Plantinga ont développé un argument en faveur du dualisme surnommé l'« argument de la raison (en) ». Ils attribuent à C. S. Lewis le mérite d'avoir mis en lumière pour la première fois cet argument dans son livre Miracles (en) ; Lewis a appelé l'argument « La difficulté cardinale du naturalisme », qui était le titre du chapitre trois des Miracles.
L’argument postule que si, comme le naturalisme l’implique, toutes nos pensées sont l’effet d’une cause physique, alors nous n’avons aucune raison de supposer qu’elles sont également la conséquence d’un motif raisonnable. Or, la connaissance s’appréhende par un raisonnement allant du fond au conséquent. Par conséquent, si le naturalisme était vrai, il n’y aurait aucun moyen de le savoir (ou quoi que ce soit d’autre), sauf par hasard.
Selon cette logique, l’affirmation « J’ai des raisons de croire que le naturalisme est valide » est incohérente de la même manière que « Je ne dis jamais la vérité ». Autrement dit, conclure à sa vérité éliminerait les motifs à partir desquels il y parvient. Pour résumer l'argumentation du livre, Lewis cite John Burdon Sanderson Haldane, qui fait appel à un raisonnement similaire : « Si mes processus mentaux sont entièrement déterminés par les mouvements des atomes dans mon cerveau, je n'ai aucune raison de supposer que mes croyances sont vraies ... et donc je n'ai aucune raison de supposer que mon cerveau est composé d'atomes. ».
Dans son essai « Is Theology Poetry ? », Lewis lui-même résume l'argument de la même manière lorsqu'il écrit : « Si les esprits dépendent entièrement des cerveaux, et les cerveaux de la biochimie, et la biochimie (à long terme) du flux insignifiant des atomes, je ne comprends pas comment la pensée de ces esprits devrait avoir plus d'importance que le bruit du vent dans les arbres. ».
Mais Lewis a par la suite accepté la réponse d'Elizabeth Anscombe à son argument sur les Miracles. Elle a montré qu'un argument pouvait être valable et conséquent même si ses propositions étaient générées via une cause et un effet physiques par des facteurs non rationnels. Semblables à Anscombe, Richard Carrier et John Beversluis ont écrit de nombreuses objections à l' argument de la raison sur l'intenabilité de son premier postulat.

### Argument évolutionniste contre le naturalisme
Alvin Plantinga, professeur de philosophie des religions à l'université de Notre-Dame-du-Lac et apologiste chrétien, soutient, dans son argument évolutionniste contre le naturalisme (en), que la probabilité que l'évolution ait produit des humains dotés de vraies croyances fiables est faible ou impénétrable, à moins que leur évolution n'ait été guidée, par exemple, par Dieu. Selon David Kahan de l'université de Glasgow, pour comprendre comment les croyances sont justifiées, une justification doit être trouvée dans le contexte du théisme surnaturel, comme dans l'épistémologie de Plantinga,,,.
Plantinga soutient qu'ensemble, le naturalisme et l'évolution constituent un « défaiteur insurmontable de la croyance selon laquelle nos facultés cognitives sont fiables », c'est-à-dire un argument sceptique (en) dans le sens du Malin génie ou du cerveau dans une cuve de Descartes.

« Le « naturalisme philosophique » est la croyance qu'il n'y a pas d'entités surnaturelles - pas de personne telle que Dieu, par exemple, mais aussi pas d'autre entité surnaturelle, et rien du tout qui ressemble à Dieu. Je prétendais que le naturalisme et la théorie contemporaine de l'évolution sont en désaccord profond l'un avec l'autre, et ce malgré le fait que cette dernière est généralement considérée comme l'un des principaux piliers qui soutiennent l'édifice du naturalisme. (Bien entendu, je ne m'attaque pas à la théorie de l'évolution, ni à quoi que ce soit dans ce domaine ; je m'attaque plutôt à la conjonction du « naturalisme » avec l'idée que les êtres humains ont évolué de cette manière. Je ne vois pas de problèmes similaires avec la conjonction du « théisme » et de l'idée que les êtres humains ont évolué de la manière suggérée par la science évolutionniste contemporaine). Plus particulièrement, j'ai soutenu que la conjonction du naturalisme avec la croyance que nous, les êtres humains, avons évolué en conformité avec la doctrine évolutionniste actuelle... est, d'une certaine manière intéressante, autodestructrice ou incohérente sur le plan de l'autoréférence. »

Branden Fitelson (en) de l'université de Californie à Berkeley et Elliott Sober de l'université du Wisconsin à Madison soutiennent que Plantinga doit montrer que la combinaison de l'évolution et du naturalisme va également à l'encontre de l'affirmation plus modeste selon laquelle « au moins une minorité non négligeable de nos croyances sont vraies », et que des défauts tels que les biais cognitifs sont néanmoins compatibles avec le fait d'être créé à l'image d'un Dieu rationnel. Alors que la science évolutionniste reconnaît déjà que les processus cognitifs ne sont pas fiables, y compris la faillibilité de l'entreprise scientifique elle-même, le doute hyperbolique de Plantinga n'est pas plus un échec pour le naturalisme que pour la métaphysique théiste fondée sur un Dieu non trompeur qui a conçu l'esprit humain : « [ni l’un ni l’autre] ne peut construire un argument qui ne soulève pas de questions et qui réfute le scepticisme mondial ». L'argument de Plantinga a également été critiqué par le philosophe Daniel Dennett et l'érudit indépendant Richard Carrier qui soutiennent qu'un appareil cognitif pour la recherche de la vérité peut résulter de la sélection naturelle.

### Livres
- (en) Robert Audi (dir.), The Encyclopedia of Philosophy Supplement, USA, Macmillan Reference, 1996, 372–374 p., chap. Naturalism.
- (en) Richard Carrier, Sense and Goodness without God: A defense of Metaphysical Naturalism, AuthorHouse, 2005, 444 p. (ISBN 1-4208-0293-3).
- (en) W. A. Bergren et J. A. Van Couvering, Catastrophes and Earth History, Princeton, New Jersey, Princeton University Press, 1984 (lire en ligne), chap. Toward the vindication of punctuational change in catastrophes and earth history.
- (en) Stephen J. Gould, Time's Arrow, Time's Cycle: Myth and Metaphor in the Discovery of Geological Time, Cambridge, MA, Harvard University Press, 1987, 119 p. (lire en ligne).
- (en) Arthur C. Danto (dir.), The Encyclopedia of Philosophy, New York, The Macmillan Co. and The Free Press, 1967, 448–450 p., chap. Naturalism.
- (en) R. Hooykaas, The principle of uniformity in geology, biology, and theology, Londres, E.J. Brill, 1963.
- (en) Paul Kurtz, Philosophical Essays in Pragmatic Naturalism, Prometheus Books, 1990.
- (en) Alan R. Lacey (dir.), The Oxford Companion to Philosophy, Oxford University Press, 1995, https://archive.org/details/oxfordcompaniont00hond/page/604 604–606 (ISBN 978-0-19-866132-0, lire en ligne), chap. Naturalism.
- (en) John F. Post (dir.), The Cambridge Dictionary of Philosophy, Cambridge University Press, 1995, https://archive.org/details/cambridgediction00audi_0/page/517 517–518 (lire en ligne), chap. Naturalism.
- (en) Michael Rea, World Without Design: The Ontological Consequences of Naturalism, Oxford University Press, 2002 (ISBN 0-19-924760-9).
- (en) Carl Sagan, Cosmos, Random House, 2002 (ISBN 978-0-375-50832-5).
- (en) G. G. Simpson (dir.), Fabric of geology, Stanford, California, Freeman, Cooper, and Company, 1963, chap. Historical science.
- (en) Arthur N. Strahler, Understanding Science: An Introduction to Concepts and Issues, Buffalo, Prometheus Books, 1992 (ISBN 9780879757243, lire en ligne).
- Veli-Matti Karkkainen. (2015). Creation and Humanity: A Constructive Christian Theology for the Pluralistic World, Volume 3. Pg 36. William B. Eerdmans Publishing Company.  (ISBN 978-0802868558).
- (en) J.A. Stone, Religious Naturalism Today: The Rebirth of a Forgotten Alternative, State University of New York Press, 2008 (ISBN 978-0-7914-7537-9, LCCN 2007048682, lire en ligne), p. 2.

### Revue
- (en) Stephen J. Gould, « Is uniformitarianism necessary », American Journal of Science, vol. 263,‎ 1965.

### Webographie
- (en) Kate A. et Vitaly Sergei, « Evolution and Philosophy: Science and Philosophy », Think Quest, 2000 (consulté le 19 janvier 2009).
- David Papineau, « Naturalism », dans Stanford Encyclopedia of Philosophy, Spring 2007, 2007 (lire en ligne)
- (en) Steven D. Schafersman, « Naturalism is Today An Essential Part of Science », 1996 (consulté le 3 novembre 2010).

## Lectures complémentaires

### Aperçu historique
- Edward B. Davis et Robin Collins (en), « Scientific Naturalism ». In Science and Religion: A Historical Introduction, ed. Gary B. Ferngren, Johns Hopkins University Press, 2002, pp. 322–34.

### Pour
- Gary Drescher, Good and Real, The MIT Press, 2006.  (ISBN 0-262-04233-9)
- David Malet Armstrong, A World of States of Affairs, Cambridge: Cambridge University Press, 1997.  (ISBN 0-521-58064-1)
- Mario Bunge, 2006, Chasing Reality: Strife over Realism, University of Toronto Press.  (ISBN 0-8020-9075-3) and 2001, Scientific Realism: Selected Essays of Mario Bunge, Prometheus Books.  (ISBN 1-57392-892-5)
- Richard Carrier, 2005, Sense and Goodness without God: A Defense of Metaphysical Naturalism, AuthorHouse.  (ISBN 1-4208-0293-3)
- Mario De Caro (en) & David Macarthur (en) (eds), 2004. Naturalism in Question. Cambridge, Mass: Harvard University Press.  (ISBN 0-674-01295-X)
- Daniel Dennett, 2003, Freedom Evolves (en), Penguin.  (ISBN 0-14-200384-0) and 2006
- Andrew Melnyk, 2003, A Physicalist Manifesto: Thoroughly Modern Materialism, Cambridge University Press.  (ISBN 0-521-82711-6)
- Jeffrey Poland, 1994, Physicalism: The Philosophical Foundations, Oxford University Press.  (ISBN 0-19-824980-2)

### Contre
- James Beilby, ed., 2002, Naturalism Defeated? Essays on Plantinga's Evolutionary Argument Against Naturalism, Cornell University Press.  (ISBN 0-8014-8763-3)
- William Lane Craig et J.P. Moreland (en), eds., 2000, Naturalism: A Critical Analysis, Routledge.  (ISBN 0-415-23524-3)
- Stewart Goetz et Charles Taliaferro, 2008, Naturalism, Eerdmans Publishing.  (ISBN 978-0-8028-0768-7)
- Phillip E. Johnson, 1998, Reason in the Balance: The Case Against Naturalism in Science, Law & Education (en), InterVarsity Press.  (ISBN 0-8308-1929-0) et 2002, The Wedge of Truth: Splitting the Foundations of Naturalism, InterVarsity Press.  (ISBN 0-8308-2395-6)
- C.S. Lewis, ed., 1996, Miracles, Harper Collins.  (ISBN 0-06-065301-9)
- Michael Rea (en), 2004, World without Design: The Ontological Consequences of Naturalism, Oxford University Press.  (ISBN 0-19-924761-7)
- Victor Reppert (en), 2003, C.S. Lewis's Dangerous Idea: In Defense of the Argument from Reason, InterVarsity Press.  (ISBN 0-8308-2732-3)
- Mark Steiner, 2002, The Applicability of Mathematics as a Philosophical Problem, Harvard University Press.  (ISBN 0-674-00970-3)